# Brachypterus pattens
Brachypterus pattens is een keversoort uit de familie bastaardglanskevers (Kateretidae). De wetenschappelijke naam van de soort werd in 1953 gepubliceerd door Lindberg.